# 나야크
나야크 또는 나야카는 중세 인도에서 봉신국의 총독이었던 사르다르에게 수여된 역사적인 칭호로, 오늘날에는 성씨로도 사용되고 있다. 나야크는 본래 비자야나가라 황제가 그들의 봉건 신하 통치자들에게 수여하는 칭호였으며, 이들은 나중에 남인도의 비자야나가라 제국이 몰락한 후 독립적인 나야카 왕조들을 세웠다. 마라타 제국의 통치자들도 힌두 사르다르에게 이 칭호를 수여하였다.